# 费尔南多·贝尔特兰
费尔南多·贝尔特兰（西班牙語：Fernando Beltrán，1998年5月8日—），墨西哥男子足球运动员，司职中场。他曾代表墨西哥国奥队参加2020年夏季奥林匹克运动会足球比赛，获得一枚铜牌。